# گلیکوزید هیدرولاز

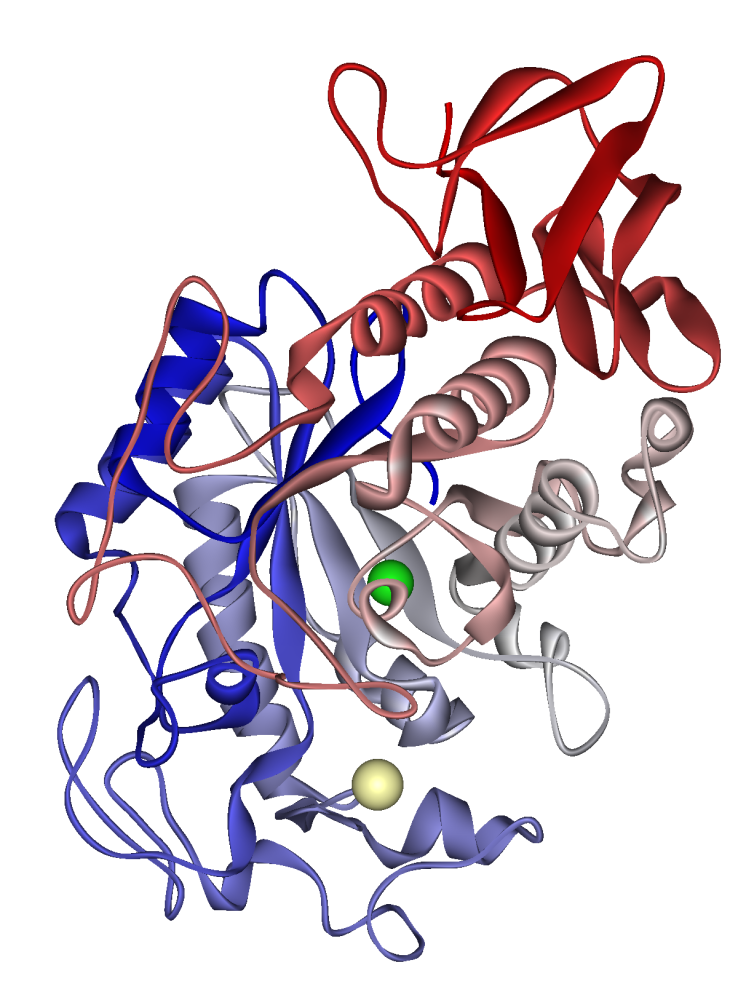
یک آلفا آمیلاز پانکراسی، نمونه یک 1HNY, گلیکوزید هیدرولاز

گلیکوزید هیدرولاز (انگلیسی: Glycoside hydrolase) گروه مهمی از هیدرولازها هستند که پیوندهای گلیکوزیدی را در کربوهیدراتها هیدرولیز می‌کنند. این آنزیم‌ها نقش مهمی در فروگشت قندها در تمام جانداران دارند. گلیکوزید هیدرولازها بسیار متنوعند و به بیش از ۱۲۸ خانواده طبقه‌بندی می‌شوند برخی از آنها عبارتند از لاکتاز، آمیلاز ، هیالورونیداز و لیزوزیم.